# Ausfallverteilung
In der Ereigniszeitanalyse beschreibt die Ausfallverteilung die zeitlich aufgelöste Wahrscheinlichkeitsverteilung, mit der Ereignisse eintreten –  beispielsweise der Defekt von Werkstoffen, elektrische Bauelemente oder mechanische Bauteile.
Typische Ausfallverteilungen sind:
- die Exponential-Verteilung
- die Badewannenkurve
- die Weibull-Verteilung
- die Logarithmische Normalverteilung

## Exponentiale Ausfallverteilung
Die exponentiale Ausfallverteilung, welche auf der exponentialen Dichtefunktion basiert. Dies führt zu einer konstanten Ausfallrate.
{\displaystyle F(t)=\int _{0}^{t}\lambda e^{-\lambda x}\,dx=1-e^{-\lambda t}\!}

## Badewanneneffekt

Badewanneneffekt

Der Badewanneneffekt wird zur Beschreibung der Zuverlässigkeit in der Technik benutzt, wenngleich das allgemeine Konzept auch auf Lebewesen anwendbar ist. Die Badewannenkurve beschreibt den Graphen, der einem Querschnitt einer Badewanne ähnelt, einer bestimmten Funktion der mittleren Betriebsdauer zwischen Ausfällen, die drei Teile enthält:
- Der erste Teil ist eine abnehmende Störungsrate, bekannt als frühe Ausfälle oder Säuglingssterblichkeit.
- Der zweite Teil ist eine konstante Störungsrate, bekannt als Zufallsausfälle.
- Der dritte Teil ist eine zunehmende Störungsrate, bekannt als Alterserscheinungen.

Oder, als (nicht differenzierbare) Funktion der Zeit t:
{\displaystyle y(t)={\begin{cases}c_{0}-c_{1}t+\lambda ,&0\leq t\leq c_{0}/c_{1}\\\lambda ,&c_{0}/c_{1}<t\leq t_{0}\\c_{2}(t-t_{0})+\lambda ,&t_{0}<t\end{cases}}\!}
Es folgen jedoch nicht alle Produkte dieser Funktion.

## Gerätelebensdauer
Die Gerätelebensdauer kann typischerweise in einer Diagramm-Darstellung einer Badewannenkurve als Ausfallrate von technischen Geräten oder Systemen abhängig von der Lebensdauer dargestellt werden.

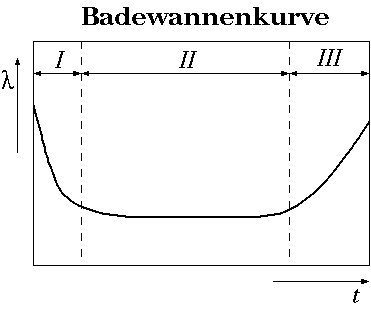
Badewannenkurve

Die X-Achse gibt die Zeitspanne {\displaystyle t} von Beginn der Inbetriebnahme des Gerätes wieder, während auf der Y-Achse die Ausfallrate {\displaystyle \lambda } (Ausfälle pro Zeitspanne) aufgetragen wird. Zuverlässige Daten sind nur möglich, wenn eine statistisch hinreichend große Menge an Geräten herangezogen wird. Über den Lebenszyklus eines Produktes nimmt die Kurve der Ausfallrate häufig die Form einer Badewanne an: Die Ausfallrate ist zu Beginn (I) und am Ende (III) der Lebensdauer besonders hoch, während sie im Zeitraum dazwischen (II) niedriger und recht konstant ist. Die Phase I ist typischerweise kürzer als die beiden folgenden, wobei Phase II ganz unterschiedliche Zeitdauern aufweisen kann, je nach Auslegung des Produktes.
Die Gründe für diesen Effekt liegen darin, dass Konstruktions-, Produktions- oder Werkstoffmängel häufig gleich zu Beginn des Betriebes auffallen bzw. zu Schäden führen. Die von solchen Mängeln nicht betroffenen Geräte funktionieren zuverlässig, weswegen die Kurve in der Mitte abflacht. Zum Ende der Lebensdauer treten, langsam ansteigend, verstärkt Ausfälle oder Schäden auf. Diese sind hauptsächlich auf Alterung und Verschleiß zurückzuführen. Wenn dieser Bereich erreicht ist, sind entweder größere Instandsetzungsmaßnahmen oder Ersatz notwendig. Zur Ermittlung der Lebensdauer können End of life tests zugrunde gelegt werden, z. B. der Highly Accelerated Life Test.
Um die Anzahl der Frühausfälle beim Nutzer zu reduzieren, können Geräte bereits vor dem Abschluss der Produktion einer künstlichen Alterung unterzogen werden. Die Geräte werden z. B. mit erhöhten Umgebungstemperaturen, erhöhter Betriebsspannung („Burn-In“) oder einem Rütteltest betrieben.
Geräte werden entwickelt, um eine im Vorfeld festgelegte Nutzungsdauer zu erreichen. Das Ende der geschätzten Nutzungsdauer befindet sich idealerweise am Ende von Phase II, kann sich durch Schwankungen der Geräte- und Produktionsqualität jedoch nach vorne oder hinten verschieben.
- Zur Erhöhung der bisherigen Lebensdauer zur Anpassung an die beabsichtigte Nutzungsdauer ist es wichtig, die in Phase III zuerst ausfallenden Teile zu kennen, um gezielt diese Teile zu verbessern. Dazu ist eine Auswertung anfallender Reparaturen nötig. Informationen über aufgetretene Fehler müssen systematisch vom Kundendienst (Reparaturen) zur Entwicklungsabteilung gehen, damit diese bei der Entwicklung neuer Geräte nicht die gleichen Schwachstellen einbauen. Erfolgt dies nicht intensiv genug, können Schwachstellen über Produktgenerationen hinweg bestehen bleiben.
- Zur Verringerung der Lebensdauer wird die Qualität der in Phase III und Phase II zuletzt ausfallenden Komponenten gezielt verschlechtert. Dies kann bei erkanntem Overengineering gewünscht sein.

In der Zuverlässigkeitstechnik kann die kumulative Verteilungsfunktion, die einer Badewannenkurve entspricht, mit einem Weibullnetz-Diagramm analysiert werden oder auf einer Zuverlässigkeitskonturkarte.

## Kenngrößen der Ausfallverteilung
- Mean Time Between Failures
- Mean Time To Failure
- Failure In Time